# ميكويان جوريفيتش ميج دي أي إس
الميكويان جوريفيتش ميج دي.أي.إس (روسية:МиГ-Дальний истребитель сопровождения) «مقاتلة مرافقة بعيدة المدى» هي طائرة تجريبية حربية سوفييتية في فترة الحرب العالمية الثانية كان الغرض منها تطويرها إلى أنواع للتجسس وأخرى كقاذفات ولكن لم يتم تنفيذ أي من هذه الخطط. كانت الميج دي.أي.إس طائرة انسيابية بمحركين وذيلين، انتج منها نسختان فقط.
الطائرة الأولى تم تصميمها تحت اسم (تي) T، وتم تزويدها بمحركين (ميكولين ايه.ام 37) Mikulin AM-37. طارت لأول مرة في أواخر عام 1941 وأدت بشكل جيد في اختبارات الطيران. الطائرة الثانية سميت (أي تي) IT وزودت بمحركين من نوع (شفيتسوف إم-28إف) Shvetsov M-82F وتم إنهائها في أكتوبر 1942 ولكنها لم تكمل اختيارات الطيران لأن المشروع ألغي في هذا العام. على الرغم من أن الطائرة بدت واعدة إلا أن المسئولين السوفييت رؤوا أن أداء الطائرة شبيه جدا بطائرة أخرى هي بيتلياكوف بي-2 والتي كانت في خطوط الإنتاج.
كان اسم ميج-5 محفوظ لهذه الطائرة لكنه لم يستخدم في النهاية لا في هذه الطائرة ولا غيرها.

## مستخدمو الطائرة
- الاتحاد السوفييتي

## مواصفات الطائرة ميج 1

### الصفات العامة
- الطاقم: 1.
- الطول: 10.87 متر.
- المسافة بين الجناحين: 15.10 متر.
- الارتفاع : 3.40 متر.
- مساحة الأجنحة: 38.9 متر².
- الوزن فارغة: 5,446 كغم.
- الوزن محملة: 7,605 كغم.
- أقصى وزن: 8,000 كغم.
- المحرك: محركين واحد من نوع Mikulin AM-37، ينتج 1400 حصانا ومكون من 12 أسطوانة على شكل حرف V.

### الأداء
- السرعة القصوى: 610 كيلومتر/ساعة.
- المدى: 2,280 كيلومتر.
- أقصى ارتفاع: 10,900 متر.
- معدل الصعود: 15.2 متر/ثانية.
- الحمل على الأجنحة: 196 كغم/متر².
- نسبة القدرة/وزن: 0.27 كيلو وات/كغم.

### التسليح
- 1 × 23 مم مدفع من نوع VYa. (تحمل 200-300 طلقة).
- 2 × 12.7 مم رشاشين من نوع BS. (تحمل 300-600 طلقة لكل رشاش).
- 4 × 7.62 مم رشاشين من نوع ShKAS. (تحمل 1000-1500 طلقة لكل رشاش).